# Shion Takeuchi
Shion Takeuchi (5 de septiembre de 1988) es una escritora de televisión, animadora, artista de guiones gráficos, showrunner y productora estadounidense. Es la creadora de la serie de televisión de Netflix Inside Job y ha escrito y producido para los programas Gravity Falls, (Des)encanto y Regular Show. Fue nominada dos veces a los premios Annie por "Escritura en una producción animada de televisión/transmisión", en 2016 y 2017, por su trabajo en Gravity Falls.

## Temprana edad y educación
Takeuchi nació el 5 de septiembre de 1988 y se crio en los suburbios de Boston, Massachusetts, donde sus padres eran ejecutivos de una empresa de tecnología y ex traductor. Asistió al Instituto de las Artes de California (CalArts), y se graduó en 2010 con un BFA en animación. Su película de tesis se tituló When the Time is Ripe, una historia sobre la mayoría de edad de una pera judía.

## Carrera
Takeuchi trabajó como pasante en la serie animada Adventure Time durante la primera temporada de su desarrollo antes de unirse al animador J. G. Quintel para trabajar como artista de guiones gráficos en su serie Regular Show de Cartoon Network. Luego fue contratada para trabajar en el departamento de historia de Pixar, donde participó en la producción de las películas Monsters University (2013) e Inside Out (2015). Más tarde dejó Pixar para trabajar como escritora en la serie animada de Disney Gravity Falls, donde permaneció hasta la conclusión del programa en 2016. Takeuchi también trabajó como escritora en la serie animada de Netflix (Des)encanto. y la serie animada de Amazon Prime Video Lost in Oz. La plataforma de transmisión Netflix firmó un acuerdo de varios años y proyectos múltiples con Takeuchi en 2018.

### Inside Job
En 2019, Netflix anunció la producción de la serie animada para adultos Inside Job, creada y producida por Takeuchi. El programa se estrenó el 22 de octubre de 2021 y se convirtió en el quinto programa más transmitido en Netflix en los EE. UU. Y el octavo más transmitido en la plataforma a nivel mundial una semana después de su lanzamiento.

## Filmografía

### Películas
| Año  | Título              | Función                | Notas |
| ---- | ------------------- | ---------------------- | ----- |
| 2013 | Monsters University | Artista de la historia |       |
| 2015 | Inside Out          | Artista de la historia |       |

### Televisión
| Año         | Título               | Función                                   | Notas                                           |
| ----------- | -------------------- | ----------------------------------------- | ----------------------------------------------- |
| 2010        | Adventure Time       | Interno                                   |                                                 |
| 2010 - 2011 | Regular Show         | Escritora, artista de storyboard          | 6 episodios                                     |
| 2014 - 2016 | Gravity Falls        | Escritora                                 |                                                 |
| 2015        | Long Live the Royals | Historia                                  | 4 episodios, miniserie                          |
| 2016        | We Bare Bears        | Historia                                  | 3 episodios                                     |
| 2016 - 2018 | Lost in Oz           | Escritora                                 | 8 episodios                                     |
| 2018 - 2019 | (Des)encanto         | Escritora                                 | 20 episodios                                    |
| 2021- 2022  | Inside Job           | Creadora, productora ejecutiva, escritora | 20 episodios ordenados, 18 episodios estrenados |

## Nominaciones y premios
| Año  | Premio             | Categoría                                                 | Candidato                                                                              | Notas                                                  | Resultado | Ref.  |
| ---- | ------------------ | --------------------------------------------------------- | -------------------------------------------------------------------------------------- | ------------------------------------------------------ | --------- | ----- |
| 2016 | 43.ª Annie Premios | Escritura en una Producción de Emisión Televisiva Animada | Gravity Falls (Alex Hirsch, Shion Takeuchi, Josh Weinstein, Jeff Rowe, y Mate Chapman) | Episodio: T2 E11: Not What He Seems                    | Nominada  | [ 3 ] |
| 2017 | 44.ª Annie Premios | Escritura en una Producción de Emisión Televisiva Animada | Gratify Falls (Shion Takeuchi, Mark Rizzo, Jeff Rowe, Josh Weinstein, y Alex Hirsch)   | Episodio: T2 E20: Weirdmageddon 3: Take Back The Falls | Nominada  | [ 4 ] |